# عکار عتیقه
عکار عتیقه (به عربی: عکار العتیقة) یک منطقهٔ مسکونی در لبنان است که در شهرستان عکار واقع شده‌است. عکار عتیقه ۲۸٫۳۸ کیلومتر مربع مساحت دارد ۱٬۲۵۰ متر بالاتر از سطح دریا واقع شده‌است.